# El gato ensombrerado viaja por todos lados
El gato ensombrerado viaja por todos lados es una serie de animación estadounidense-británica-canadiense-indio-irlandés americano basada en los libros de Dr. Seuss. La serie fue estrenada el 11 de septiembre de 2010 por PBS Kids en los Estados Unidos, CITV en el Reino Unido, Treehouse TV en Canadá, Star Utsav en India, y TG4 en Irlanda.

## Personajes
- El gato del sombrero: Es el protagonista de la serie, gato ficticio que enseña a dos niños animales de otro lugar para conocer más sobre sus actividades.

- Pez: Mascota anterior de Conrad y Sally (actualmente es del gato del sombrero). Aparece en los libros, en la serie original y en la película (anteriormente estaba molesto).

- Cosa 1 y Cosa 2: Ayudantes de El gato del sombrero. Aparecen peneen los libros, en la serie original y en la película.

- Datos: Q6382105